# Campeonato de Francia de Rugby 15 1956-57
El Campeonato de Francia de Rugby 15 1956-57 fue la 58.ª edición del Campeonato francés de rugby.
El campeón del torneo fue el equipo de FC Lourdes quienes obtuvieron su quinto campeonato.

## Desarrollo

### Segunda Fase
| - Lourdes - Cahors - Grenoble - Toulon - Mazamet - Montélimar - Roanne - Orthez - La Voulte - Vichy - Cognac - Bayonne - Montferrand - Dax - Bègles - La Rochelle | - Toulouse - Montauban - Saint-Girons - Castres - Graulhet - Périgueux - Lyon OU - Paris Université Club - Pau - Angoulême - Narbonne - Carmaux - Auch - Agen - Niort - Chambéry |

| - Perpignan - Béziers - Tulle - Biarritz - Romans - Soustons - Albi - Bergerac - Mont-de-Marsan - Aurillac - Racing - Vienne - Stadoceste - Tyrosse - Lavelanet - TOEC |

### Dieciseisavos de final
| 1957 | Lourdes | 37 - 13 | La Voulte |  |  |

| 1957 | Auch | 12 - 6 | Stadoceste |  |  |

| 1957 | Béziers | 8 - 6 | Tulle |  |  |

| 1957 | Mont-de-Marsan | 8 - 3 | Carmaux |  |  |

| 1957 | Toulouse | 3 - 0 | Pau |  |  |

| 1957 | Grenoble | 3 - 0 | Biarritz |  |  |

| 1957 | Dax | 11 - 3 | Narbonne |  |  |

| 1957 | Saint-Girons | 8 - 6 | Angoulême |  |  |

| 1957 | Racing | 19 - 3 | Agen |  |  |

| 1957 | Romans | 3 - 0 | Cognac |  |  |

| 1957 | Bayonne | 29 - 3 | Vichy |  |  |

| 1957 | Montferrand | 6 - 0 | Mazamet |  |  |

| 1957 | Graulhet | 16 - 0 | Aurillac |  |  |

| 1957 | Vienne | 5 - 3 | Castres |  |  |

| 1957 | Perpignan | 8 - 3 | Toulon |  |  |

| 1957 | Cahors | 16 - 6 | Montauban |  |  |

### Octavos de final
| 1957 | Lourdes | 19 - 3 | Auch |  |  |

| 1957 | Béziers | 14 - 6 | Mont-de-Marsan |  |  |

| 1957 | Toulouse | 9 - 5 | Grenoble |  |  |

| 1957 | Dax | 8 - 3 | Saint-Girons |  |  |

| 1957 | Racing | 6 - 0 | Romans |  |  |

| 1957 | Bayonne | 10 - 0 | Montferrand |  |  |

| 1957 | Graulhet | 12 - 3 | Vienne |  |  |

| 1957 | Perpignan | 6 - 5 | Cahors |  |  |

### Cuartos de final
| 1957 | Lourdes | 8 - 6 | Béziers |  |  |

| 1957 | Toulouse | 6 - 3 | Dax |  |  |

| 1957 | Racing | 14 - 3 | Bayonne |  |  |

| 1957 | Graulhet | 14 - 3 | Perpignan |  |  |

### Semifinal
| 1957 | Lourdes | 9 - 0 | Toulouse |  |  |

| 1957 | Racing | 6 - 6 | Graulhet |  |  |

### Final
| 26 de mayo de 1957 | FC Lourdes | 16 - 13 | Racing | Estadio Gerland, Lyon |  |
|                    |            | Reporte |        |                       |  |

| Bandera de Francia |
| Campeón FC Lourdes |
| Quinto título      |